# Don Bragg
Don Bragg, właśc. Donald George Bragg (ur. 15 maja 1935 w Penns Grove, w stanie New Jersey, zm. 16 lutego 2019 w Oakley) – amerykański lekkoatleta, skoczek o tyczce, mistrz olimpijski z Rzymu z 1960.
Był ostatnim rekordzistą świata w skoku o tyczce, kiedy używano tyczek z aluminium (później wykonywano je z włókna szklanego).
Podczas studiów na Villanova University zdobył akademickie mistrzostwo Stanów Zjednoczonych (NCAA) w 1955, a także mistrzostwo IC4A w hali i na stadionie w latach 1955–1957. Po ukończeniu studiów był mistrzem Stanów Zjednoczonych (AAU) w hali w 1956 (wspólnie z Bobem Richardsenm), 1958 (wspólnie z Bobem Gutowskim) oraz 1959–1961, a także na otwartym stadionie w 1959. W 1959 ustanowił w Filadelfii rekord świata w hali rezultatem 4,81 m, a podczas amerykańskich kwalifikacji przedolimpijskich 2 lipca 1960 w Palo Alto rekord świata na otwartym stadionie świata – 4,80 m. Był mistrzem igrzysk panamerykańskich w Chicago w 1959.
Na igrzyskach olimpijskich w 1960 w Rzymie zdobył złoty medal wynikiem 4,70 m, który był rekordem olimpijskim. Późniejsza kariera Bragga ucierpiała wskutek kontuzji.
Marzeniem Bragga było wystąpić w filmie w roli Tarzana, ale jedyny film z nim w tej roli nigdy nie został ukończony. Bragg był później trenerem w Stockton State College w New Jersey. Napisał autobiografię A Chance to Dare: The Don Bragg Story.